# ゲンゴロウブナ
ゲンゴロウブナ（源五郎鮒、Carassius cuvieri）は、条鰭綱コイ目コイ科フナ属に分類される魚類。養殖個体はヘラブナ（カワチブナ）としてしられている。
『広辞苑 第七版』では、本種の名前の由来は「堅田の漁夫・源五郎がこの魚を捕らえて安土城主に貢じたこと」と解説されている。

## 分布
日本（琵琶湖・淀川水系）固有種。養殖個体が、日本各地を始め、大韓民国、中華人民共和国、台湾に移入された。

## 形態
最大全長60センチメートル。体高が高い。真横から見ると菱形の体型をしている。また眼も若干下方についている。

## 生態
沿岸から沖合にかけての、表層・中層に生息する。主に植物プランクトンを食べる。
河川や池沼、湖に生息する。成長は早く、生後3年で体長が30cmほどになり、大きなものでは60cm以上に達する個体も見られる。寿命は長く、中には数十年生きるものも存在する。繁殖期は4月から6月で、この時期になると浅場の水草や岸辺の草の根などに卵を産み付ける。

## 人間との関係
湖岸整備や埋め立てによる産卵地であるヨシ原の消失、繁殖期の降雨時に行われる瀬田川洗堰の放水に伴う水位低下による卵や仔魚の干出、人為的に移入されたオオクチバスやブルーギルによる仔魚や稚魚などの捕食などにより生息数は減少している。養殖個体が琵琶湖に放流されており、交雑も懸念されている。稚魚の放流、ヨシ原の造成などといった保護対策が進められている。
絶滅危惧IB類 (EN)（環境省レッドリスト）

## ヘラブナ

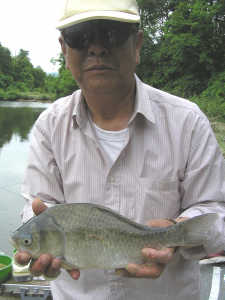
6月はヘラブナの乗っ込み期にあたり、大型がよく釣れる好期。

ヘラブナ（箆鮒）は、大正期に発見された体高の異常に高い突然変異個体を育てて品種改良したものである。河川に普通に見られるが、自然種ではない。ヘラブナは基本的に植物プランクトンを好んで食べる。なお水槽内では、細かく砕いたミミズなどの動物性餌だけで飼育することは可能である。自然界でも稀にミミズ等の生き餌に掛かることもある。大阪（河内）で盛んに養殖され（「カワチブナ」呼称の由来）、主に淀川水系へ放流された。その後も養殖は続けられ、各地の「へらぶな会」などにより全国に放流されている。

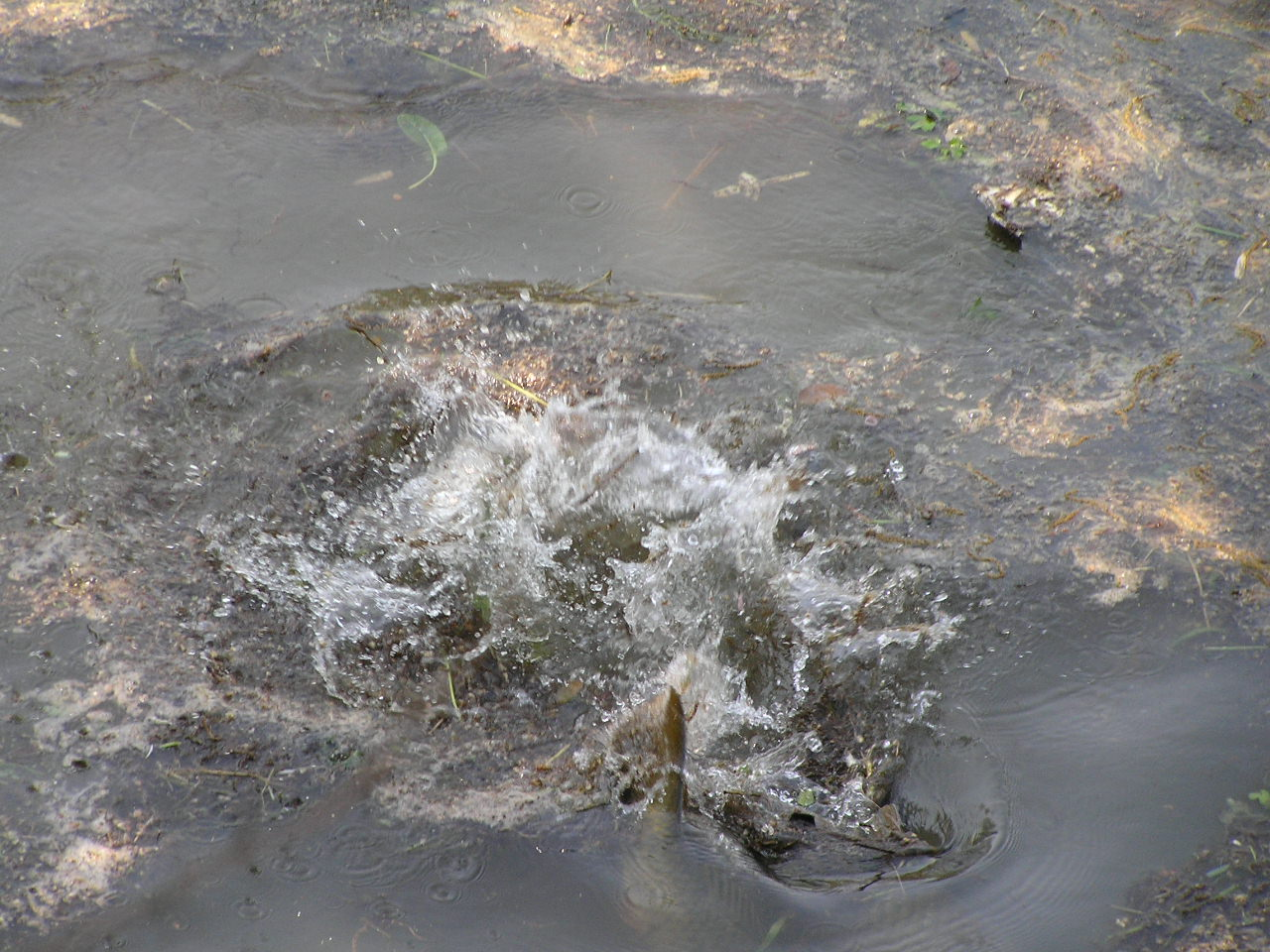
ヘラブナのハタキ（篠山城堀）

ENDANGERED (IUCN Red List Ver. 3.1 (2001))

### ヘラブナ釣り
昔から『釣りはフナにはじまりフナに終わる』と言い習わされてきたが、始まりのフナはマブナで、終わりのフナはヘラブナであるなどとも言われる。釣りの難易度と釣趣で「鮎とへらは最高峰」とも言われるが、釣り堀や管理釣り場であれば初心者でも比較的容易に楽しむことができる。反対に、野池やダム湖などに放流されて半野生化したものや、自然に繁殖し成長した「地べら」は警戒心が強く、魚影も薄いため釣り上げるのが困難であることが多いが、自然の中に遊ぶという釣り本来の趣向を持ち合わせており愛好者も多い。
冬場に新たに放流されるヘラブナは「新べら」と言われ、餌慣れしており釣れ易く、また釣られたことがないため「引き」も強い。一瞬の微妙な「あたり」に素早く対応するためと、道糸が風の影響を受けることによって糸が引きずられて仕掛けが引きずられないようにする目的で、竿の先端（穂先）を水中に入れ、道糸を沈めたるませないようにする。
特に前述の産卵期には、浅場などで激しく魚体を叩きつけるような動作をし、大きな水音を立てる。釣り師の間ではこれを「乗っ込み」、「ハタキ」と呼び、春の風物の一つとみなし話題に上ることが多い。またその前後に荒食いをみせることから、年間を通してもっとも大型を釣り上げることのできる可能性の高い時期でもある。

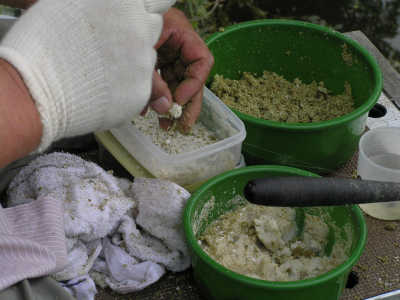
現在の餌の主流の麩餌とグルテン系餌

#### 餌
ヘラブナは水中のプランクトンを食べるため、マッシュポテトや麩、グルテン、専用に作られた配合餌などの練り餌を使う。かつて関西ではうどんがよく用いられた。このうどんは、ゼラチン質のインスタント餌や、わらび粉・タピオカ粉などのデンプンから作ったものに代わられたが、魚の活性が低い食い渋りのときや冬場の釣りには依然として根強い人気がある。季節や釣り場に応じて使い分け練り方にも工夫を加えることや、餌付けの手返しの早さによって釣果が左右される。

#### 浮き
餌を口に入れたり出したりして水に溶けだした餌を吸い込んで食べるため、微妙な「あたり」を見逃さずに釣らなければならない。そのために、細長く非常に敏感なヘラブナ釣り専用の浮き（ヘラウキ）が用いられる。胴の部分にはあらゆる浮力の大きい材料が使われるが、先端には、数センチ単位で色分けされた直径1-2mm程度の非常に細いトップと呼ばれるプラスティック、セルロイド系、もしくはグラスファイバーなどの材質が使われる。このトップが水面上にどのくらい出ているかで、餌の残り具合が分かり、また微妙なアタリを視覚的に察知できるようになっている。そのためヘラブナ釣りの浮きは細長い独自の形態を有している。
胴の部分には孔雀の羽や、草本類などを材料に自作する釣り人もいる。孔雀羽根は、輸入制限、輸入規制などにより、年々品質が悪くなり、細いものが多くなってきている関係上、以前は、廉価版扱いだったカヤ浮きもその立場を向上してきた。製作に使用される草本類は、昨今宅地化が進み、浮き作りに使用できるような良質な素材が手に入りにくいため、現在、そのほとんどを輸入材に頼っている。また、赤、橙、緑などの蛍光色塗料で細かな目盛りを刻んだトップも改良が進んだ。以前はセルロイド、繊維強化プラスチック (FRP) がほとんどであったものが、耐久性の低いセルロイドや、浮きの立ちや感度が鈍くなる重いFRPは敬遠されるようになり、より強度が高く軽量なポリカーボネートのトップが主流になっている。

#### 釣り竿
より深く魚との駆け引きを楽しむため、軟調のヘラブナ釣り専用の「へら竿」が使われる。穂先の部分を「朱塗り」と呼ぶ地方もある（竿の先端が赤かったことに由来）。他の釣り竿同様、各メーカーから市販されており、最近ではカーボン竿が主流になっているが、へら竿専門職人製の高級品（主に竹製）も存在し、竿のしなりなどに人工素材では味わえない独自の感触があるため、一部の愛好家には未だに人気がある。一般に万力などで支持固定された「竿掛け」に置き、常に竿を握って「あたり」に備える。

#### 釣り台

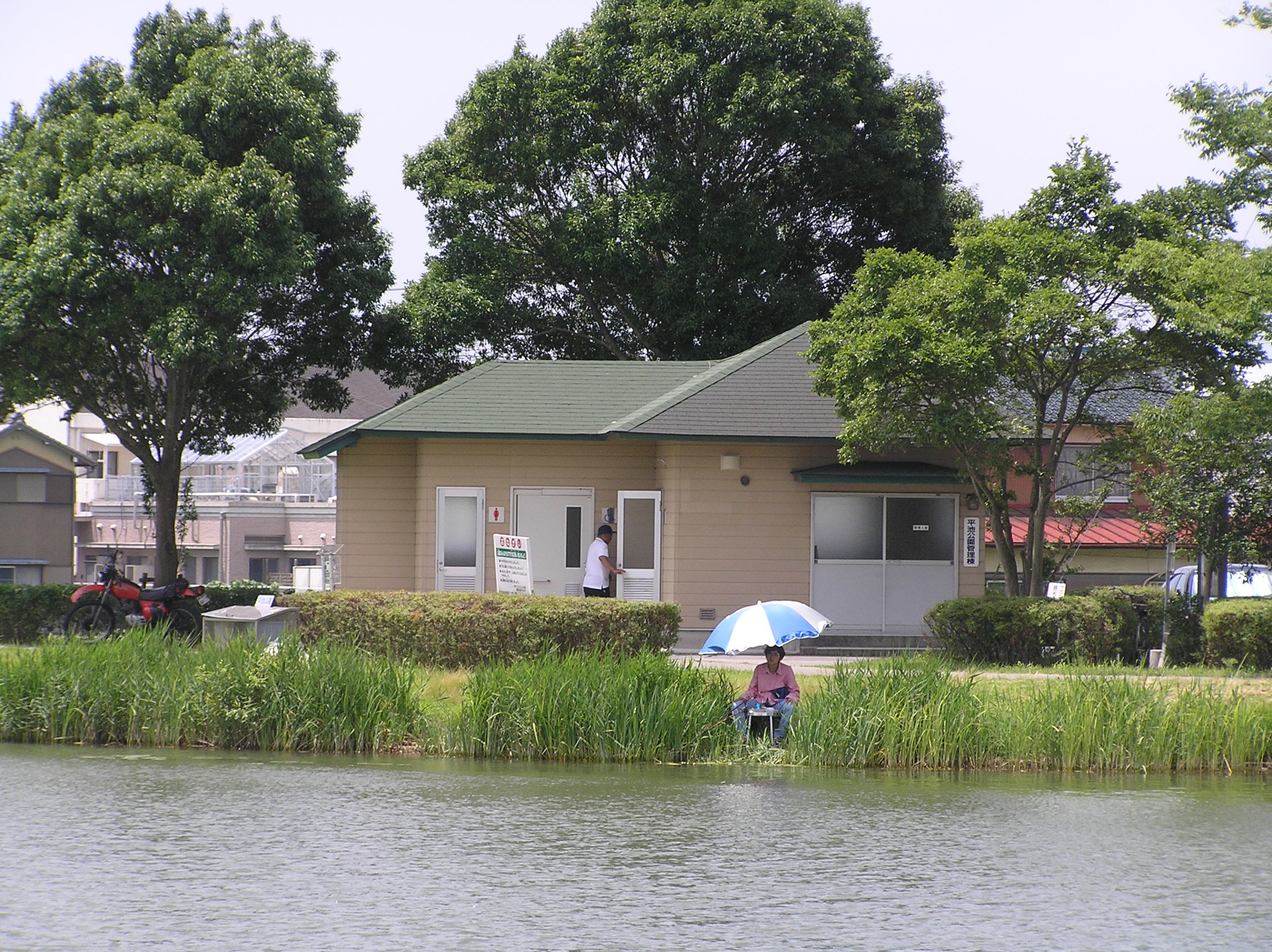
平池公園でのヘラブナ釣り。釣人が座っているのが釣り台。

野池やダム湖などでは、必ずといってよいほど専用の釣り台（ヘラ台（主にアルミ製））が使用される。釣り台に万力で固定された「竿掛け」が接続され、その上にヘラ竿を置いて釣る。
鉄パイプや板材などを組み合わせなどして作られた常設型の物は、その釣場の管理者が設置したものを除けば条例上不法投棄された物とされる。足場の良さから他の釣り人等も使用することがあるが、その際に場所取り等のトラブルにもなりうるために注意が必要である。ただし、前述の通り所有権が発生する物ではないので、使用権を行使することはできない。

#### 釣り針
キャッチ＆リリース（釣り上げたヘラブナは持ち帰らず放流する）が前提の釣りなので、魚をなるべく傷つけないよう「返し」のない釣り針（スレ針）が使われる。「ヘラスレ」「ヤラズ」等の呼称がある。また、「返し」を使わないことにより、手返しの早さが高まる効果もある。2本をハリスでサルカンやヨリ戻しなどから二又に段差をつけて用いるのが一般的。この場合、上針には集魚効果を期待してバラケ餌（練り餌）を用い、下針をクワセ針として使用することが多い。針の大きさは約ヘラ3-8号だと釣りやすい。

#### 釣期
一年を通して釣りは可能だが、季節によって別の魚とも思える行動をとるため、「へら師」（ヘラブナ釣り人の総称）は、釣り上げる以前に魚の行動研究を大事にする。春先から5月頃にかけて産卵のため浅場に集まることを「乗っ込み」、その時期を「乗っ込み期」と呼び、大型狙いや数釣りの好機とされる。一般に、水温が暖まる夏季には釣れるタナ（ヘラブナの泳層）が高くなり、水温が低い時期にはタナも低くなる。水温の低下する冬季のヘラブナは「寒ベラ」と呼ばれ、摂餌行動が鈍化し釣れ難くなるが、繊細な釣りを楽しめる好機でもあり、愛好家も多い。

#### タナ
上記のように、季節によって遊泳層（タナ）は大きく異なるとともに、その日の水温、時間帯やその他種々の要因によってもタナは異なるため、ヘラブナを釣る上ではその時々のタナをいち早く見つけ出すことが釣果を分ける大きな要因ともなる。『ヘラブナはタナを釣れ』との諺も存在するほどである。

## 食材
調理法は、洗い（刺身）、ふなこく（味噌煮込み汁）、唐揚げなど。また琵琶湖原産のニゴロブナが、外来種であるブラックバスやブルーギルの台頭といった生態系の変化や開発による環境の悪化により個体数が減少し琵琶湖の希少種となったため、ニゴロブナの代わりに鮒寿司の材料に使われるようにもなった。

## 参考画像

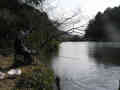
野趣を楽しむ野池のヘラブナ釣り
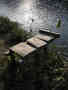
固定へら釣り台
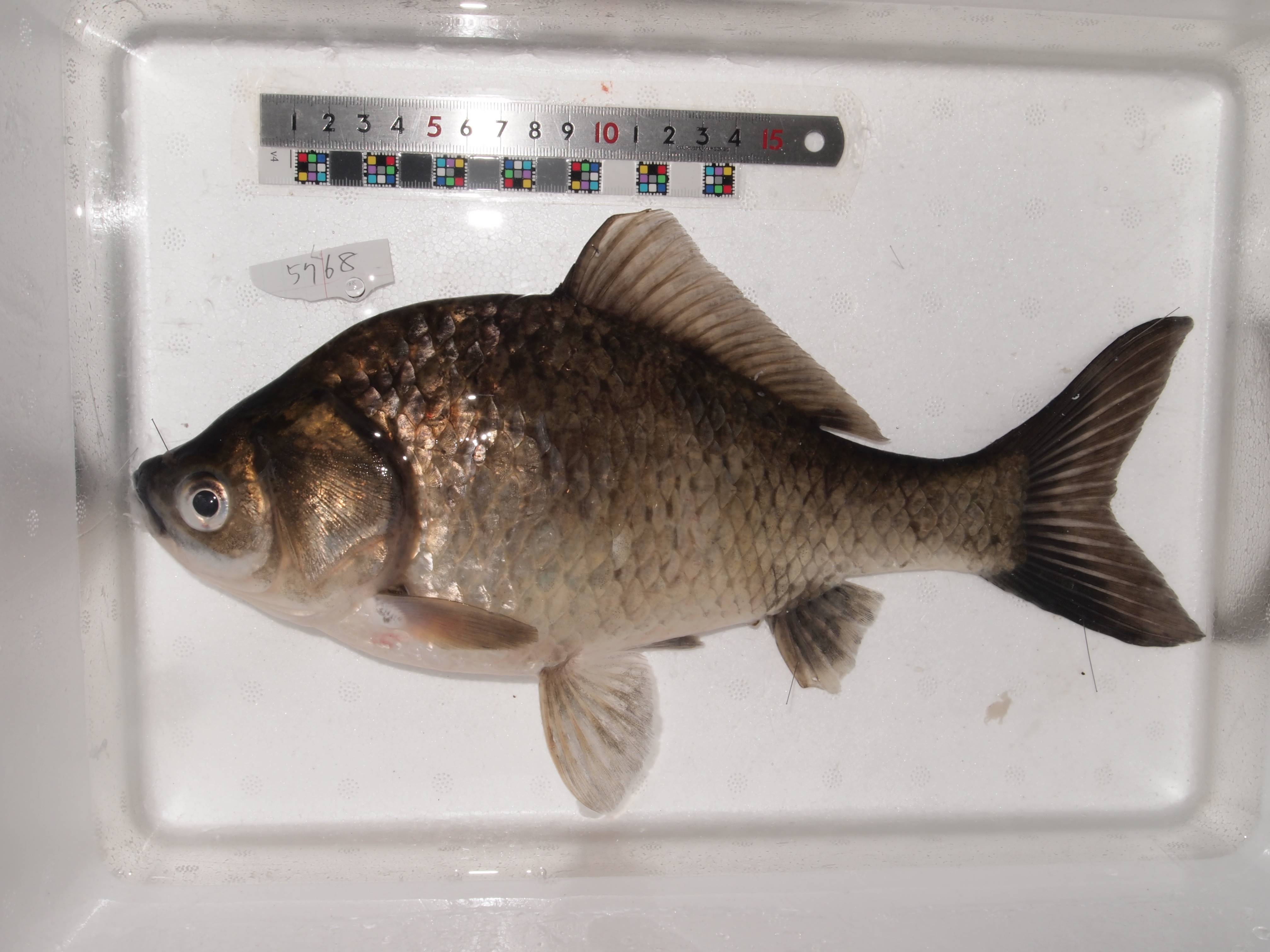
夏季、口吻のせり上がった、大型のゲンゴロウブナ（オス？？）。筑後川水系、国内移入個体。
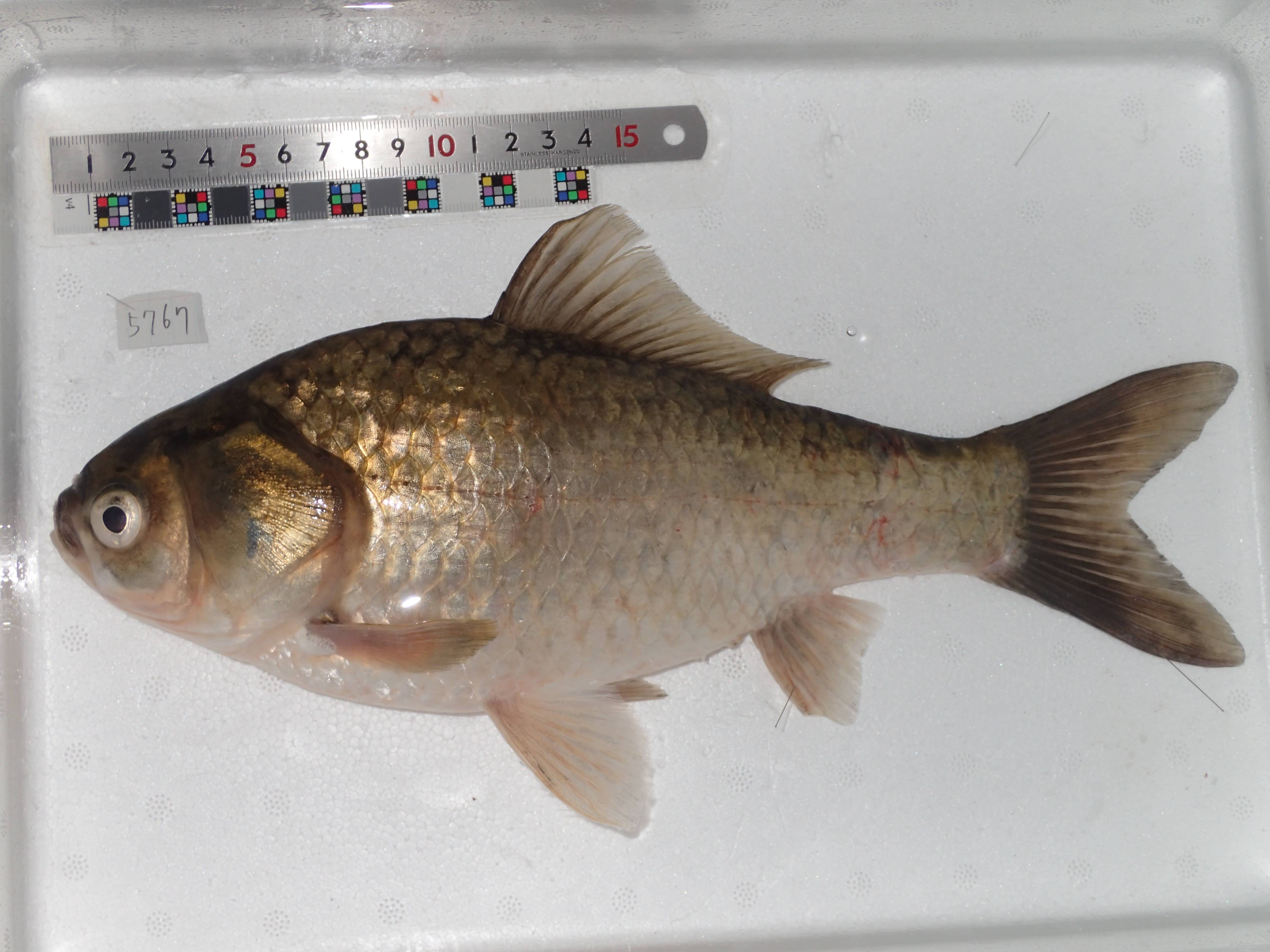
夏季、頭部の丸さが目立つ、大型のゲンゴロウブナ（メス？？）。筑後川水系、国内移入個体。